# Crișan (okręg Hunedoara)
Crișan – wieś w Rumunii, w okręgu Hunedoara, w gminie Ribița. W 2011 roku liczyła 431 mieszkańców.